# Вулька-Парушевська
Вулька-Парушевська (пол. Wólka Paruszewska) — село в Польщі, у гміні Бонево Влоцлавського повіту Куявсько-Поморського воєводства.
Населення — 111 осіб (2011).
У 1975-1998 роках село належало до Влоцлавського воєводства.

## Демографія
Демографічна структура станом на 31 березня 2011 року:
|          | Загалом | Допрацездатний вік | Працездатний вік | Постпрацездатний вік |
| -------- | ------- | ------------------ | ---------------- | -------------------- |
| Чоловіки | 56      | 11                 | 40               | 5                    |
| Жінки    | 55      | 18                 | 23               | 14                   |
| Разом    | 111     | 29                 | 63               | 19                   |